# クリスティナ・ハート
クリスティナ・ハート（Christina Hart, 1949年7月21日 - ）は、アメリカ合衆国出身の女優である。

## 出演作品

### 映画
- ヘルター・スケルター（パトリシア・クレンウィンケル）
- マッドボンバー

### テレビドラマ
- ファンタスティック・ジャーニー